# Tour della nazionale maschile di rugby a 15 dell'Inghilterra 1994
Nel periodo intercorso tra la Coppa del Mondo di rugby 1991 e l'edizione successiva le spedizioni oltremare della nazionale inglese di rugby union si intensificarono.
Nel 1994 la nazionale inglese si reca dopo 10 anni in Sud Africa per un tour nel quale ottiene una vittoria e una sconfitta contro il Sudafrica.

## La squadra
- Manager : J.Rowell
- Assistente: J. Elliott
- Allenatori: R. best e L. Cusworth
- Capitano: Will Carving
- Estremi

J. Callard (Bath)

P.Hull (Bristol RFC) 

D. Pears (Harlequins)
- Tre quarti:

A. Adebayo (Bath) 

M.Catt (Bath) 

W.Carling (Harlequins) 

P.de Glanville (Bath) 

D. Hopley (Wasps) 

S. Potter (Leicester) 

T.Underwood (Leicester) 

R.Underwood (Leicester)
- Mediani

R.Andrew (Wasps)

S.Barnes (Bath)

S.Bates  (Wasps)

D.Morris (Orrell)
- Avanti

J.Leonard (Harlequins) 

G.Rowntree (Leicester) 

V.Ubogu (Bath)

J. Mallett (Bath)

R. Dawe (Bath)

B.Moore (Harlequins) 

M.Bayfield (Northamppton)
N.Redman (Bath)

M.Johnson (Leicester) 

M. Poole (Leicester) 

S.Shaw (Bristol RFC) 

T.Rodber (Northamppton)
S.Ojomoh (Bath)

L. Dallaglio (Wasps)

B. Clarke (Bath)

D.Richards (Leicester) 

D.Ryan (Wasps)

## Cheetas
| Arbitro: | P.Lombard |

|                                 |      |          |
| Badenhorst 2, Coetzee A. Venter | mt   | Hopley   |
| Van Rensburg                    | tr   |          |
|                                 | c.p. | Barnes 2 |

## Natal
| Arbitro: | M.Franken |

|                        |      |          |
| Joubert 4 , Honiball 3 | c.p. | Andrew 2 |

## Western Transvaal
| Arbitro: | N.Heilbron |

|                     |      |               |
| Basson, Van Gruunen | mt   | T.Underwood 2 |
| Basson              | tr   | Barnes 2      |
| Basson 4            | c.p. | Barnes 4      |

## Transvaal
| Arbitro: | Ian Rogers |

|                  |      |                    |
| H. le Roux, Louw | mt   | Adrew, R.Underwood |
| Van Rensburg     | tr   | Andrew             |
| Van Rensburg 4   | c.p. | Andrew 3           |

## Sudafrica "A"
| Arbitro: | S. Noethling |

|                    |      |           |
| Scholtz J.Stranski | mt   | Hopley    |
|                    | tr   | Callard   |
| J.Stranski         | c.p. | Callard 3 |
| J.Stranski         | drop |           |

## Il primo test
| Arbitro: | Colin Hawke |

|           |      |          |
|           | tr   | Andrew 2 |
| Joubert 5 | c.p. | Andrew 5 |
|           | drop | Andrew   |

## Eastern Province
Match tumultuoso. Un duro intervento sul viso di Jonathard Callard da parte di van der Bergh, porta alla reazione di Tim Rodber che viene espulso (ma non subirà squalifiche)
| Arbitro: | P. Blonnebstein |

|          |      |                   |
| Fourie   | mt   | Hull2 , Bates     |
| Kruger   | tr   | Catt 2            |
| Kruger 2 | c.p. | Callard 2, Catt 2 |

## Il secondo test
Nel secondo test, il sudfaric, a fa cinque cambi, in particolare con Johan Roux a mediano di mischia. Dopo un primo tempo equilibrato, la meta di Hennie le Roux sposta la bilancia del match a favore degli Springboks che si prendono la rivincita del match precedente.
| Arbitro: | Colin Hawke |

|                        |      |          |
| Joubert, H. le Roux    | mt   |          |
| Joubert                | tr   |          |
| Joubert 2, H le Roux 3 | c.p. | Andrew 3 |